# Pietra Ligure
Pietra Ligure (ligur nyelven A Prìa) település Olaszországban, Liguria régióban, Savona megyében. Lakosainak száma 8215 fő (2023. január 1.). Pietra Ligure Boissano, Giustenice, Loano, Bardineto, Borgio Verezzi és Tovo San Giacomo községekkel határos.

## Népesség
A település lakossága az elmúlt években az alábbi módon változott:
| Lakosok száma | 8935 | 8837 | 8481 | 8215 |
|               | 2017 | 2018 | 2019 | 2023 |